# Тремонти, Даниэль
Даниэль Луис Тремонти (исп. Daniel Luis Tremonti; 19 августа 1977, Буэнос-Айрес, Аргентина) — аргентинский футболист, вратарь.

## Биография
В 1995 году выступал за эквадорскую команду «Депортиво Кито», ранее играл за ряд аргентинских клубов. В июне 2005 года приехал в Андорру. Летом 2006 года попал в андоррский клуб «Сан-Жулиа». В составе команды участвовал в еврокубках. В июне 2007 года в двух проигрышных матчах Кубка Интертото против боснийской «Славии», а в июле 2008 года также в двух проигрышных матчах против болгарского «Черно море» — в рамках квалификации Кубка УЕФА.
С 2010 года по 2011 год являлся тренером «Сан-Жулиа». С 2012 года по 2013 год являлся фитнес-тренером в «Реал Мурсии». В августе 2013 года работал фитнес-тренером в клубе «Саламанка Атлетик». В январе 2015 года стал фитнес-тренером «Атлетико Балеарес».

## Достижения
- Чемпион Андорры (1): 2008/09
- Обладатель Кубка Андорры (1): 2008